# Experiment del neutrí
L'experiment del neutrí o experiment del neutrí de Cowan i Reines va ser realitzat pels físics Clyde L. Cowan i Frederick Reines el 1956. Aquest experiment confirma l'existència de neutrins, partícules subatòmiques de càrrega elèctrica i de massa molt petita, havien estat connectats per ser una partícula essencial en els processos de decadència beta a la dècada de 1930. Sense ni massa ni càrrega, aquestes partícules semblaven que no es podrien detectar. L’experiment va explotar un enorme flux d’antineutrins d’electrons, aleshores hipotètics, que emanen d’un reactor nuclear proper i d’un detector format per grans tancs d’aigua. Es van observar interaccions de neutrins amb els protons de l’aigua, verificant per primera vegada l’existència i les propietats bàsiques d’aquesta partícula.
Aquest factors quantitats i altres van portar a Wolfgang Pauli a intentar resoldre el problema postulant l'existència del neutrí el 1930. En els anys 1930, a través de l'estudi de la desintegració beta, es va suggerir l'existència d'una tercera partícula, de massa propera a 0 i amb càrrega elèctrica nul, però mai va ser observada.
Un dels problemes amb la hipòtesi del neutrí i la teoria de Fermi va ser que el neutrí semblava tenir interaccions tan febles amb altres matèries que mai no s’observaria. En un treball de 1934, Rudolf Peierls i Hans Bethe van calcular que els neutrins podrien passar fàcilment per la Terra sense interaccions amb cap matèria.
A la desintegració beta la partícula predita, l'antineutrí electrònic ({\displaystyle {\bar {\nu }}_{e}}), ha d'interaccionar amb un protó per a produir un neutró i un positró (l'homòleg de l'electró en l'antimatèria).
{\displaystyle {\bar {\nu }}_{e}+{\mbox{p}}\rightarrow {\mbox{n}}+{\mbox{i}}^{+}}